# XO-3
XO-3 är en ensam stjärna i södra delen av stjärnbilden Giraffen. Den har en skenbar magnitud av ca 9,8 och kräver ett teleskop för att kunna observeras. Baserat på parallax enligt Gaia Data Release 1 på ca 5,0 mas, beräknas den befinna sig på ett avstånd på ca 660 ljusår (ca 200 parsek) från solen. Den rör sig närmare solen med en heliocentrisk radialhastighet på ca -12 km/s.

## Egenskaper
XO-3 är en gul till vit stjärna i huvudserien av spektralklass F3 V. Den har en massa som är ca 1,2 solmassor, en radie som är ca 1,4 solradier och har ca 2,9 gånger solens utstrålning av energi från dess fotosfär vid en effektiv temperatur av ca 6 400 K. Sökning efter en följeslagare med adaptiv optik på MMT Observatory gav negativt resultat.

## Planetsystem
År 2007 upptäcktes med användning av transitmetoden en exoplanet, XO-3 b, som kretsar kring stjärnan. Detta objekt kan klassas som en brun dvärg på grund av dess stora massa.
| Planet | Massa           | Halv storaxel (AE) | Siderisk omloppstid (d) | Excentricitet   | Inklination | Radie |
| ------ | --------------- | ------------------ | ----------------------- | --------------- | ----------- | ----- |
| b      | 11,79 ± 0,59 MJ | 0,0454 ± 0,00082   | 3,1915289 ± 0,0000032   | 0,2883 ± 0,0025 | -           | -     |